# Rat Deutscher Sternwarten

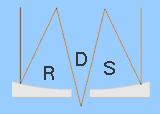
Logo des RDS

Der Rat Deutscher Sternwarten (RDS) vertritt als wissenschaftspolitischer Arm der Astronomischen Gesellschaft die gemeinsamen Interessen aller deutschen astronomischen Institute gegenüber Förderinstitutionen, Behörden und internationalen Organisationen. Der im Jahr 1959 als „Rat westdeutscher Sternwarten“ (RWS) gegründete und nach der Wiedervereinigung umbenannte Verein hat heute 35 Mitgliedsinstitute.
Der RDS ist der deutsche Vertreter in der Internationalen Astronomischen Union.